# 马丁娜·克里肖
马丁娜·克里肖（義大利語：Martina Criscio，1994年1月24日—），意大利女子击剑运动员。她曾代表意大利参加2017年欧洲击剑锦标赛，结果收获女子团体佩剑项目的金牌。